# Coulombs (Eure y Loir)
 Coulombs  es una población y comuna francesa, en la región de  Centro, departamento de Eure y Loir, en el distrito de Dreux y cantón de Nogent-le-Roi.

## Demografía
| 609 | 606 | 714 | 868 | 1244 | 1265 |
| Para los censos de 1962 a 1999 la población legal corresponde a la población sin duplicidades (Fuente: INSEE [Consultar]) |     |     |     |      |      |